# (34339) 2000 QH218
2000 QH218 (asteroide 34339) é um asteroide da cintura principal. Possui uma excentricidade de 0.20900710 e uma inclinação de 9.65045º.
Este asteroide foi descoberto no dia 28 de agosto de 2000 por LINEAR em Socorro.